# Liene Liepiņa
Liene Liepiņa (ur. 26 lipca 1957 w Bonn) – łotewska polityk, deputowana do Parlamentu Europejskiego (2004, 2009), posłanka na Sejm Republiki Łotewskiej.

## Życiorys
Urodziła się w rodzinie emigrantów łotewskich w RFN. W latach 1965–1976 uczęszczała do gimnazjum w Münsterze. W 1978 wraz z mężem przeprowadziła się do Szwecji, jednak już od początku lat 70. regularnie odwiedzała Łotwę. Angażowała się w emigracyjne inicjatywy narodowe, m.in. była członkinią założonej przez jej ojca Paulsa Kļaviņsa organizacji „Gaismas akcija”. W 1991 uzyskała dyplom pielęgniarki, po czym pracowała w zakładzie opieki „Bräcke vårdhem” (do 1992). Po powrocie na Łotwę zatrudniona m.in. jako nauczycielka języka szwedzkiego w gimnazjum w Kiesiu (1993–1996) oraz pracownik społeczny w szkole „Skangaļi” (1997–1998). Pracowała również jako tłumaczka (1992–2002). W 2007 obroniła pracę licencjacką z dziedziny opieki społecznej.
W 2002 uzyskała mandat posłanki na Sejm z listy Nowej Ery. Była członkinią łotewskiej delegacji w Konwencie Europejskim. W Sejmie VIII kadencji (2002–2006) pełniła m.in. funkcję przewodniczącej parlamentarnej grupy łotewsko-szwedzkiej i łotewsko-duńskiej. W latach 2003–2004 pracowała jako obserwator i (od maja do lipca 2004) deputowana do Parlamentu Europejskiego. W marcu 2009, po rezygnacji Valdisa Dombrovskisa z zasiadania w Parlamencie Europejskim, objęła ponownie mandat posłanki w Strasburgu. W tym samym roku bez powodzenia ubiegała się o reelekcję z 9. miejsca listy Nowej Ery. Po odejściu Sandry Kalniete do Parlamentu Europejskiego objęła ponownie mandat posłanki na Sejm. W 2010 nie uzyskała reelekcji, powróciła do Sejmu po krótkiej przerwie, zastępując jednego z nowych członków rządu. Ponownie przegrała w 2011, mandat poselski objęła w 2013. Odeszła z parlamentu w styczniu 2014 związku z odnowieniem mandatu poselskiego przez Valdisa Dombrovskisa. Powróciła do Sejmu XI kadencji w czerwcu 2014.

## Życie prywatne
Jest zamężna, ma dwoje dzieci. Posiada obywatelstwo szwedzkie i łotewskie.